# Seiko Smile Seiko Matsuda 25th Anniversary Best Selection
『Seiko Smile　Seiko Matsuda 25th Anniversary Best Selection』（セイコ・スマイル　セイコ・マツダ・トゥエンティフィフス・アニヴァーサリー・ベスト・セレクション）は、松田聖子のベスト・アルバム。2005年1月26日発売。発売元はユニバーサルシグマ。

## 解説
1996年から2004年まで所属した、マーキュリー・ミュージックエンタテインメント→Kitty MME（現：ユニバーサルシグマ）からの発売作品。
デビュー25周年記念ベスト・アルバム。本作発売時はSony Recordsに復帰していたが、2009年にユニバーサルシグマへと再移籍している。
「恋」「卒業」「旅立ち」「春」をテーマに松田本人が選曲。レコード会社の枠を超えてSony Recordsから発売された楽曲も8曲収録された。「葡萄姫」はアルバム初収録。
ジャケット写真は、2001年にハワイ・マウイ島で撮影されたスナップショットを使用。
最新デジタル・リマスタリング技術により、クリアなサウンドになっている。
初回生産分のみ、紙製ケース入り。音楽評論家による、楽曲ライナーノーツを収載。

## 収録曲
作詞:松本隆（特記以外）
1. 制服　（3:32）
  - 作曲:呉田軽穂　編曲: 松任谷正隆
  - 「赤いスイートピー」（1982年1月21日）B面
2. 20th Party　（4:55）
  - 作詞:Seiko Matsuda
  - 作曲:Seiko Matsuda・Ryo Ogura　編曲:Yuji Toriyama
3. あなたに逢いたくて〜Missing You〜　（5:32）
  - 作詞: Seiko Matsuda
  - 作曲: Seiko Matsuda・Ryo Ogura　編曲:Yuji Toriyama
4. 蒼いフォトグラフ　（3:55）
  - 作曲:呉田軽穂　編曲:松任谷正隆
5. 瞳はダイアモンド　（4:17）
  - 作曲:呉田軽穂　編曲:松任谷正隆
6. 櫻の園　（5:18）
  - 作曲:大村雅朗　編曲:石川鉄男
  - アルバム『永遠の少女』（1999年12月18日）収録
7. 恋する想い〜Fall in love〜　（4:47）
  - 作詞:Seiko Matsuda
  - 作曲:Seiko Matsuda・Ryo Ogura　編曲:Yuji Toriyama
8. 輝いた季節へ旅立とう　（4:50）
  - 作詞:Meg.C
  - 作曲:Seiko Matsuda・Ryo Ogura　編曲:Yuji Toriyama
9. さよならの瞬間　（4:42）
  - 作詞:Seiko Matsuda
  - 作曲:Seiko Matsuda・Ryo Ogura　編曲:Yuji Toriyama
10. 時間旅行　（4:27）
  - 作曲:SEIKO　編曲:井上鑑
  - アルバム「SUPREME」（1986年6月1日）収録
11. 明日へと駆け出してゆこう　（4:52）
  - 作詞:Seiko Matsuda
  - 作曲:Seiko Matsuda・Ryo Ogura　編曲:Yuji Toriyama
12. 葡萄姫　（4:51）
  - 作曲:M.Rie　編曲:岡本更輝
  - 「哀しみのボート」（1999年10月27日）のカップリング曲。
13. 大切なあなた　（4:22）
  - 作詞:Seiko Matsuda
  - 作曲:Seiko Matsuda・Ryo Ogura　編曲:Yuji Toriyama
14. This is the place　（5:14）
  - 作詞・作曲・編曲:Shinji Harada
  - アルバム『LOVE & EMOTION VOL.1』（2001年6月20日）収録
15. Unseasonable Shore　（4:12）
  - 作詞:吉法師　作曲:Ryo Ogura　編曲:Yuji Toriyama
16. 瑠璃色の地球　（4:24）
  - 作曲:平井夏美　編曲:武部聡志
17. 赤いスイートピー　（3:39）
  - 作曲:呉田軽穂　編曲:松任谷正隆